# Jorge Acropolita
Jorge Acropolita (en griego: Γεῶργιος Ἀκροπολίτης, 1217 - 1288), escritor, teólogo e historiador griego.
Escribió gran número de estudios teológicos, vidas de santos, oraciones fúnebres y una Crónica, interesante a título de documento porque detalla la historia del imperio griego desde la Caída de Constantinopla en 1204 y la retirada a Nicea hasta el retorno del emperador a su capital del Bósforo en el año 1261.
Es autor de un epitafio a Juan III Dukas Vatatzés, emperador bizantino durante la etapa de Nicea (1204 - 1261).